# Ilex rubra
Ilex rubra là một loài thực vật có hoa trong họ Aquifoliaceae. Loài này được S. Watson mô tả khoa học đầu tiên năm 1886.